# Mercado secundario
El mercado secundario o mercado de negociación es una parte del mercado financiero de capitales dedicado a la compra-venta de valores que ya han sido emitidos en una primera oferta pública o privada, en el denominado mercado primario.
En la mayoría de los ordenamientos, el mercado secundario está compuesto por tres submercados: las bolsas de valores, el mercado de Deuda Pública anotada en cuenta, y los mercados oficiales de futuros y opciones.

## Fundamento del mercado secundario
Los títulos valores, tanto de renta fija o variable (acciones, obligaciones, etc.) son emitidos por las empresas en el mercado primario, a través de diferentes vías. El mercado secundario comienza su función a partir de ese momento, encargándose de las compraventas posteriores de esos títulos entre los inversores, se comporta como mercado de reventa, encargándose de proporcionar liquidez a los títulos. En el mercado secundario, los títulos de valores se compran y se venden entre los distintos inversores. Por lo tanto, es una característica importante que el mercado secundario tenga una liquidez muy alta. En su origen, la única manera de conseguir esta liquidez era que los posibles compradores y vendedores se reunieran en un lugar fijo con regularidad. Así es como se originaron las bolsas de valores.
Del buen funcionamiento de los mercados secundarios depende en gran medida la eficacia del mercado de capitales, en general, y del mercado primario de valores o de emisión, en particular. Si el mercado secundario no existiera, los inversores se resistirían a comprar valores mobiliarios en el mercado de emisión porque luego no podrían deshacerse de ellos cuando necesitaran dinero o liquidez. 
De no existir unos mercados secundarios de valores bien organizados, el mercado primario sólo podría funcionar de forma precaria y las empresas no podrían obtener del mercado financiero los capitales necesarios para la financiación de sus inversiones a largo plazo, lo que redundaría sin remedio en un estrangulamiento de la actividad económica general.

## Diferentes mercados secundarios
Aunque las bolsas de valores son la parte más importante y más organizada de los mercados secundarios no son las únicas, existen transacciones extrabursátiles hechas a la medida de los compradores y vendedores de los títulos, son las operaciones denominadas "Over The Counter", que no se llevan a cabo en un mercado organizado sino de forma particular entre vendedor y comprador.

### Bolsa de valores
Institución económica en la que se contrata toda clase de títulos valores: acciones, obligaciones, fondos públicos, etc.
El origen del nombre en las lenguas romances y germánicas continentales proviene de Brujas, en Bélgica, donde en el siglo XV el comercio de los efectos mencionados se desarrollaba en la residencia de los banqueros Van de Bursen, en cuyo blasón, en la fachada, figuraban esculpidas tres bolsas. La bolsa de Amberes, heredera de la de Brujas, se creó en 1574; en 1561 nació la Bolsa de Londres, que en 1773 adquirió su perfil ya actual; en 1792 la de Nueva York, hoy la más importante del mundo, seguida de las de Tokio, Londres, París, Fráncfort, Hong Kong, Singapur, etc. En las operaciones actúan como mediadores los brokers y los dealers, y diariamente, al final de la sesión, se publican cotizaciones y el índice bursátil del día.